# Padajaya (Cikalongkulon)
Padajaya is een bestuurslaag in het regentschap Cianjur van de provincie West-Java, Indonesië. Padajaya telt 5618 inwoners (volkstelling 2010).